# Mezzo-soprano

Tessiture courante d'une voix de mezzo-soprano.

Le terme mezzo-soprano peut désigner soit une catégorie vocale, caractérisée par une tessiture centrale située entre le soprano et l'alto, soit un emploi dans un chœur, où il désigne alors les altos les plus aiguës. Il est surtout employé dans la musique occidentale, plus précisément dans la musique classique.

## Description
En ce qui concerne les voix solistes, un mezzo-soprano est un type de voix féminine dont la tessiture centrale se situe entre le soprano et l'alto.
Il est parfois utilisé dans un chœur lorsque le pupitre des altos est divisé : les voix les plus graves sont alors appelées « secondes altos » ou simplement, « altos » ; les voix les plus aiguës, « premières altos » ou « mezzo-sopranos ». De la même manière, un pupitre de sopranos divisé(e)s pourra comporter l'inscription « mezzo-soprano ».

## Historique

### Étymologie
D'origine italienne, le mot signifie littéralement « à moitié soprano » (voir Étymologie de soprano). Le terme « mezzo-soprano » est du genre masculin, quel que soit le sexe du chanteur (« un soprano »). Le pluriel est « mezzo-sopranos » ; le pluriel italien « mezzo-soprani » est déconseillé par l'Académie française, qui recommande la régularité pour les pluriels des mots d'origine étrangère. Concernant les voix féminines, on trouve parfois le dérivé « mezzo-soprane » du genre féminin (« une mezzo-soprane », « des mezzo-sopranes ») ; ce terme est toutefois absent du Dictionnaire de l'Académie française et du Littré, ce dernier employant la forme « soprano » au féminin.

### Typologie vocale
La typologie vocale détaillée ci-dessous (aussi appelée Fach) est une invention relativement moderne (fin XIXe siècle - début XXe siècle) et correspond principalement à la technique vocale d'esthétique baroque ou classique. On la retrouve très peu dans les autres genres musicaux comme la variété ou le jazz,,.
Il existe plusieurs sous-catégories de mezzo-sopranos qui diffèrent par le caractère des personnages qu'ils interprètent, la vaillance de la voix (qui correspond souvent à un emploi particulier) et la richesse du timbre. Une voix évoluant avec l'âge, il arrive fréquemment qu'une cantatrice change d'emploi et de registre au cours de sa carrière.
La plupart des œuvres lyriques du XIXe siècle regroupant sous le seul vocable « soprano » les sopranos et les mezzo-sopranos, seule l'étude de l'ambitus du rôle permet de les différencier. Les exemples ci-dessous (souvent indiqués comme soprano dans la partition originale) sont donc donnés à titre indicatif.

### Mezzo-soprano léger
Le mezzo-soprano léger ou dugazon (du nom de Louise-Rosalie Lefebvre dite Madame Dugazon, célèbre interprète de la fin du XVIIIe siècle), est une voix claire et agile, pouvant posséder la même tessiture qu'un soprano lyrique, mais avec la rondeur du timbre qui caractérise le mezzo-soprano. Tessiture : la2 – do5
Exemple : Chérubin dans Les Noces de Figaro de Mozart.
Frederica von Stade et Anne-Sofie von Otter sont des exemples de mezzo-sopranos légers.

### Mezzo-soprano lyrique
Le mezzo-soprano lyrique est l'intermédiaire entre la catégorie précédente et la suivante. Il s'agit d'une voix moyennement puissante dotée de couleurs chaudes dans le bas du registre, souvent très étendue d'un côté à l'autre du registre. Plus clair et agile que le dramatique, le mezzo lyrique garde une texture de voix riche, enveloppante et sombre sans lourdeur.
Exemple : Dorabella dans Cosi fan tutte, Angelina dans La Cenerentola, Siébel dans Faust.
Teresa Berganza, Elīna Garanča, Joyce Didonato et Cecilia Bartoli sont des exemples de mezzo-sopranos lyriques.

### Mezzo-soprano dramatique
Le mezzo-soprano dramatique ou galli-marié (du nom d'une autre célèbre cantatrice de la fin du XIXe siècle, Célestine Galli-Marié) est la sous-catégorie la plus puissante des mezzo-sopranos, caractérisée par un timbre chaud, se rapprochant du contralto. Tessiture : fa2 – la#4
Exemple : Mignon d'Ambroise Thomas, le rôle de Kundry dans Parsifal de Richard Wagner ou Carmen de Bizet.
Grace Bumbry, Janet Baker et Christa Ludwig sont des exemples de mezzo-sopranos dramatiques.

## Mezzo-sopranos célèbres
- Anna Caterina Antonacci
- Gaëlle Arquez
- Stéphanie d'Oustrac
- Janet Baker
- Agnes Baltsa
- Fedora Barbieri
- Cecilia Bartoli
- Jane Berbié
- Teresa Berganza
- Olga Borodina
- Julie Boulianne
- Tona Brown
- Grace Bumbry
- Marie-Claude Chappuis
- Isabella Colbran
- Viorica Cortez
- Fiorenza Cossotto
- Simone Couderc
- Karine Deshayes
- Anna Deybel
- Joyce DiDonato
- Louise-Rosalie Dugazon
- Sofia Falkovitch
- Brigitte Fassbaender
- Célestine Galli-Marié
- Elīna Garanča
- Vivica Genaux
- Rita Gorr
- Susan Graham
- Marilyn Horne
- Katherine Jenkins
- Marie Karall
- Sophie Koch
- Magdalena Kožená
- Jennifer Larmore
- Suzanne Lefort
- Kate Lindsey
- Christa Ludwig
- Maria Malibran
- Waltraud Meier
- Yvonne Minton
- Elena Obraztsova
- Anne Sofie von Otter
- Giuseppina Piunti
- Ewa Podles
- Jane Rhodes
- Lucille Richardot
- Tatevik Sazandarian
- Hortense Schneider
- Rinat Shaham
- Giulietta Simionato
- Doris Soffel
- Frederica von Stade
- Ebe Stignani
- Martina Stoessel
- Conchita Supervía
- Tatiana Troyanos
- Béatrice Uria-Monzon
- Lucia Valentini-Terrani
- Shirley Verrett
- Pauline Viardot
- Dolora Zajick
- Lea Desandre
- Margarita Zimmermann
- Marina Viotti
- Marianne Crebassa